# Friuli Aquileia Refosco dal peduncolo rosso
Il Friuli Aquileia Refosco dal peduncolo rosso è un vino DOC la cui produzione è consentita nella provincia di Udine.

## Caratteristiche organolettiche
- colore: rosso rubino violaceo intenso.
- odore: vinoso.
- sapore: asciutto, pieno, amarognolo.

## Produzione
Provincia, stagione, volume in ettolitri
- Udine  (1990/91)  3448,4
- Udine  (1991/92)  2692,09
- Udine  (1992/93)  3847,06
- Udine  (1993/94)  2942,76
- Udine  (1994/95)  2910,7
- Udine  (1995/96)  3276,65
- Udine  (1996/97)  4093,11